# Барон Хилтон

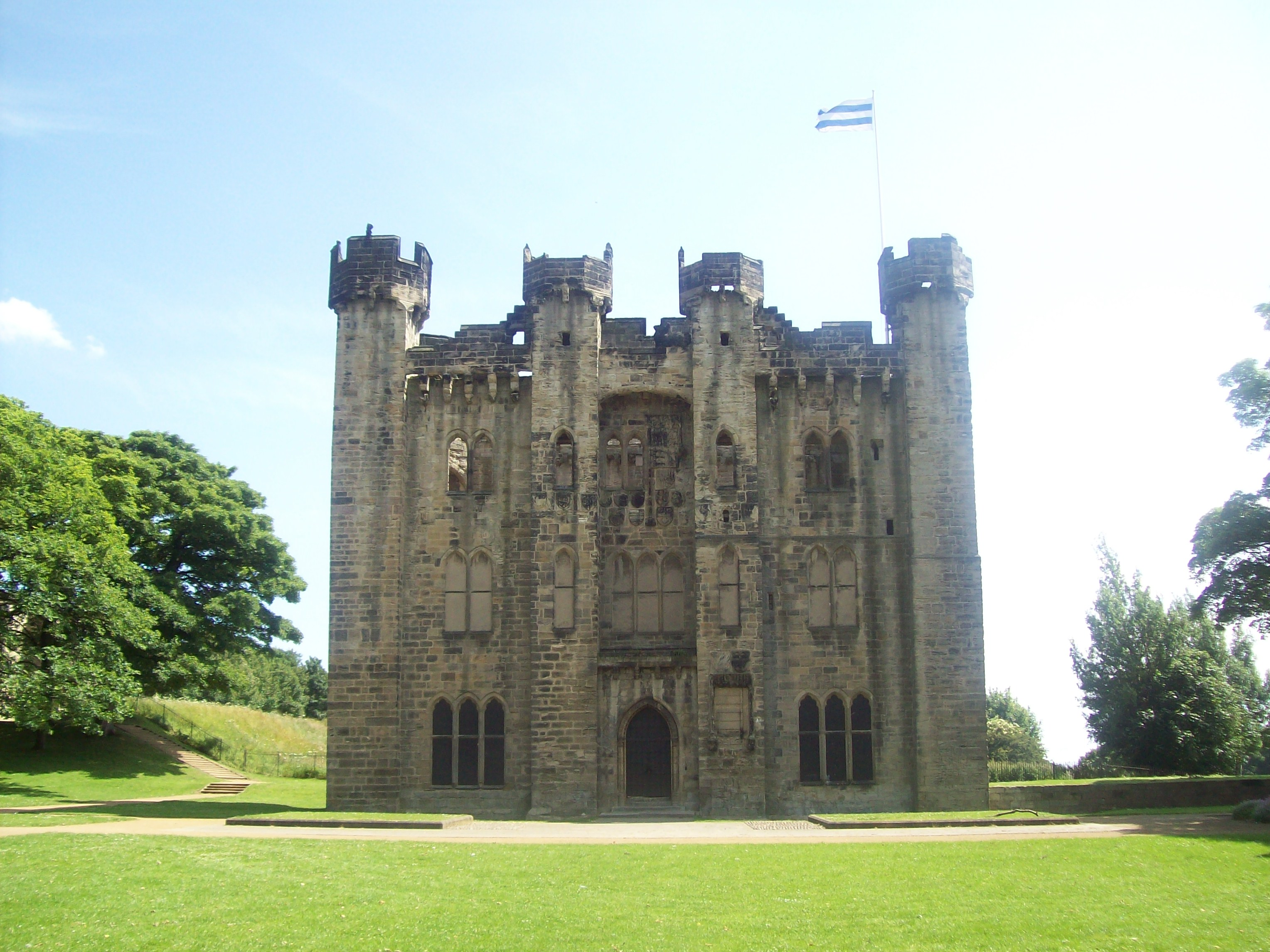
Замок Хилтон, резиденция баронов Хилтон

Барон Хилтон — аристократический титул, присвоенный дважды в британской истории (1295 год — Пэрство Англии и 1866 год — Пэрство Соединённого королевства).

## История
Баронский титул был создан 23 июня 1295 года для Роберта Хилтона (ум. 1322), который был вызван в том же году в парламент как лорд Хилтон. Его сын, Александр Хилтон, 2-й барон Хилтон (ум. 1360), дважды вызвался в парламент в 1332 и 1335 годах. Его потомки не вызвались в парламент и поэтому носили титул де-юре барона Хилтона после смерти 2-го барона. Джон Хилтон, де-юре 18-й барон Хилтон (1699—1746), заседал в Палате общин от Карлайла (1727—1741, 1742—1746). В 1746 году после его смерти баронский титул оказался бездействующим.
Баронский титул в Пэрстве Соединённого королевства был восстановлен 16 июля 1866 года для военного и консервативного политика, сэра Уильяма Джоллиффа, 1-го баронета (1800—1876), который получил титул барона Хилтона из Хилтона в графстве Дарем и Петерсфилда в графстве Саутгемптон. 20 августа 1821 года для него был создан титул баронета из Мерстема в графстве Суррей. Уильям Джоллифф заседал в Палате общин от Петерсфилда (1830—1832, 1837—1838, 1841—1866), занимал должности заместителя министра внутренних дел (1852) и парламентского секретаря казначейства (1858—1859). Уильям Джоллифф был внуком Уильяма Джоллиффа (1745—1802), депутата Палаты общин от Петерсфилда (1768—1800, 1801—1802), и дальним потомком баронов Хилтон креации 1295 года. Элеонора, жена Уильяма Джолиффа и бабушка Уильяма Джоллиффа, 1-го барона Хилтона, была дочерью сэра Ричарда Хилтона, 5-го баронета, и Энн, сестры Джона Хилтона, 18-го барона Хилтона.
Лорду Хилтону наследовал его второй сын, Хэдворт Хилтон Джоллифф, 2-й барон Хилтона (1829—1899). Он был консервативным политиком и заседал в Палате общин Великобритании от Уэллса (1855—1868). Его сын, Хилтон Джордж Хилтон Джоллифф, 3-й барон Хилтон (1862—1945), также представлял Уэллс в Палате общин от консерваторов (1895—1899), а также занимал должности лорда в ожидании (1916—1918), капитана йоменской гвардии (1918—1921) и главного правительственного организатора «кнута» в Палате лордов (1916—1922). Его сын, Уильям Джордж Херви Джоллифф, 4-й барон Хилтон (1898—1967), служил лордом-лейтенантом Сомерсета в 1949—1964 годах.
По состоянию на 2025 год носителем баронского титула являлся старший сын последнего, Рэймонд Херви Джоллифф, 5-й барон Хилтон (род. 1932), который стал преемником своего отца в 1967 году. Он является одним из девяноста избранных наследственных пэров, которые остаются в Палате лордов после принятия Акта Палаты лордов 1999 года, где сидит на скамейках независимых депутатов.
Главная семейная резиденция баронов Хилтон — замок Хилтон в Сандерленде. Также им принадлежит Аммердаун-хаус в Килмерсдоне (графство Сомерсет).

## Бароны Хилтон (1295)
- 1295—1322: Роберт Хилтон, 1-й барон Хилтон (ум. 1322)
- 1322—1360: Александр Хилтон, 2-й барон Хилтон (ум. 1360)
- 1360—1377: Роберт Хилтон, де-юре 3-й барон Хилтон (1340—1377)
- 1377—1435: Сэр Уильям Хилтон, де-юре 4-й барон Хилтон (1356—1435)
- 1435—1447: Сэр Роберт Хилтон, де-юре 5-й барон Хилтон (1385 — 11 августа 1447)
- 1447—1457: Уильям Хилтон, де-юре 6-й барон Хилтон (ум. 13 октября 1457)
- 1457—1500: Сэр Уильям Хилтон, де-юре 7-й барон Хилтон (1451—1500)
- 1500—1535: Сэр Уильям Хилтон, де-юре 8-й барон Хилтон (ум. 1535)
- 1535—1560: Сэр Томас Хилтон, де-юре 9-й барон Хилтон (ум. 1560)
- 1560—1565: Сэр Уильям Хилтон, де-юре 10-й барон Хилтон (ок. 1510 − 1565)
- 1565—1600: Сэр Уильям Хилтон, де-юре 11-й барон Хилтон (ум. 9 сентября 1600)
- 1600—1641: Генри Хилтон, де-юре 12-й барон Хилтон[англ.] (1586 — 30 марта 1641)
- 1641—1641: Роберт Хилтон, де-юре 13-й барон Хилтон (ум. 25 декабря 1641)
- 1641—1655: Джон Хилтон, де-юре 14-й барон Хилтон (ум. 12 декабря 1655)
- 1655—1670: Джон Хилтон, де-юре 15-й барон Хилтон (1628 — 21 июня 1670)
- 1670—1712: Генри Хилтон, де-юре 16-й барон Хилтон (1637 — 16 апреля 1712)
- 1712—1722: Ричард Хилтон, де-юре 17-й барон Хилтон (ум. 3 сентября 1722)
- 1722—1746: Джон Хилтон, де-юре 18-й барон Хилтон[англ.] (27 апреля 1699 — 25 сентября 1746)

## Бароны Хилтон (1866)
- 1866—1876: Уильям Джордж Хилтон Джоллифф, 1-й барон Хилтон[англ.] (7 декабря 1800 — 1 июня 1876), сын преподобного Уильяма Джона Джоллиффа (ум. 1835), внук политика Уильяма Джоллиффа (1745—1802) и Элеонор Хилтон, дочери сэра Ричарда Хилтона, 5-го баронета, и Энн Хилтон[1];
- 1876—1899: Хэдворт Хилтон Джоллифф, 2-й барон Хилтон[англ.] (23 июня 1829 — 31 октября 1899), второй сын предыдущего[2];
- 1899—1945: Хилтон Джордж Хилтон Джоллифф, 3-й барон Хилтон[англ.] (10 ноября 1862 — 26 мая 1945), единственный сын предыдущего[3];
- 1945—1967: Уильям Джордж Херви Джоллифф, 4-й барон Хилтон[англ.] (2 декабря 1898 — 14 ноября 1967), старший сын предыдущего[4];
- 1967 — настоящее время: Реймонд Херви Джоллифф, 5-й барон Хилтон (род. 13 июня 1932), старший сын предыдущего[5];
  - Наследник титула: достопочтенный Уильям Генри Мартин Джоллифф (род. 1 апреля 1967), старший сын предыдущего[6];
  - Наследник наследника: Джозеф Уильям Чарльз Джоллифф (род. 2016), старший сын предыдущего.